# サルリオーネ (スポレート公)
スポレート公サルリオーネ（Sarlione di Spoleto）またはサルリオ（Sarlio）は、スポレート公（在位：940年 - 943年）。プロヴァンス出身で、イタリア王ウーゴに宮中伯として仕えた。
クレモナのリウトプランドによると、イタリア王ウーゴはサルリオーネに、スポレート公アンスカーリオに対し反乱を起こすための資金を与えた。サルリオーネは前スポレート公でウーゴの甥にあたるテオバルド1世の未亡人と結婚し、スポレートの情報を手に入れ、臣下を味方につけた。正確な時期は明確でないが、サルリオーネはアンスカーリオに対し反乱を起こし、アンスカーリオはスポレートを去りスポレートの戦い（en）に参加した。サルリオーネ自身はこの戦いには参加しなかったが、サルリオーネの軍が勝利し、アンスカーリオが戦死した。
941年、ウーゴはトスカーナ辺境伯領およびフェルモ辺境伯領の修道院を手に入れ、サルリオーネに与えた。『ファルファ年代記（Chronicon Farfense）』によると、サルリオーネは「サビナの教区牧師」の称号を用いていたという。943年、ウーゴはサルリオーネに対し、前スポレート公アンスカーリオ殺害について糾弾し、修道院に引退させた。ウーゴはスポレート公位を、自身の庶子で、トスカーナ辺境伯であったウベルトに与えた。

## 引用
1. ↑  Colonna, 1996, p. 187 n. 10.
2. 1 2 3  Previté-Orton, 1922, p. 157.
3. 1 2  Eads, 2010, p. 306.
4. ↑  Sergi, 1999, p. 353.